# Justicia turneri
Justicia turneri är en akantusväxtart som beskrevs av R.A. Hilsenbeck. Justicia turneri ingår i släktet Justicia och familjen akantusväxter. Inga underarter finns listade i Catalogue of Life.